# Nador
Nador (Berber: Ennaḍor, ⴻⵏⵏⴰⴹⵓⵔ, Ả Rập: الناظور) là một đô thị nằm ở phía đông bắc của khu vực Rif, Maroc. Đây là một thành phố nằm bên bờ Địa Trung Hải và là trung tâm giao thương cá, trái cây và gia súc. Nó kết nối với thành phố Melilla của Tây Ban Nha cách 10 km (6,2 mi) ở phía bắc bởi một con đường nhựa. Thành phố có dân số khoảng 150.000 cư dân.